# Miguel Sánchez Moreno
Miguel Sánchez Moreno, es un tenor venezolano, nació en Tinaquillo, Estado Cojedes. Realiza sus estudios musicales en el Taller Permanente "Ópera de Caracas" y el Conservatorio de la Orquesta Nacional Juvenil de Venezuela, bajo la dirección de Isabel Palacios y Madalit Lamazares.
El primer papel importante es "Rodolfo" en la ópera "La bohème" de Giacomo Puccini, dirigido por el Maestro Carlos Riazuelo con la Orquesta Sinfónica Venezuela. Seleccionado por el Maestro Antonio Tonini, vence la etapa Latino Americana del concurso "Luciano Pavarotti" (realizada en Caracas en el Teatro Teresa Carreño), por lo que se traslada a Filadelfia (U.S.A.) para participar en la final de dicho concurso.
Vive por cuatro años en Toronto (Canadá), donde estudia canto con el Maestro Louis Quilico y repertorio con Lina Quilico.
Contemporáneamente frecuenta la Universidad de Waterloo tomando lecciones con el Maestro Victor Martens. Graba con la Casa Discográfica Canadiense Montano-Greco Records un CD de "Classic Neapolitan Songs", acompañado al piano del Maestro Sabatino Vacca. El primer rol relevante lo canta en los Estados Unidos; es "Radames" en "Aida" en el Teatro de la Ópera de Denver (Colorado), con la dirección artística de Math Merril y la dirección musical de Janos A’cs. Comparte esta experiencia artística con el famoso bajo americano Jerome Hines que hablará y escribirá de él en su último libro "The four voices of man"; en efecto, después de algunos encuentros y conversaciones sobre la técnica del canto, Hines introduce el nombre de Miguel Sánchez Moreno entre los personajes de los cuales el entrevistó (como Robert Merrill, Jussi Bjoerling, Placido Domingo, Luciano Pavarotti, Bonaldo Giaiotti, Ramon Vinay, etc.), convirtiéndose así en uno de los cantantes más jóvenes del entrevistado.
En Europa debuta en la ópera "Il Trovatore" (G. Verdi) en la República Checa, esta vez dirigido por el Maestro John Tintner. Los títulos de "Aida" y de "Il Trovatore" le permiten de realizar importantes tournées europeas (presentándose en Alemania, Austria, Suiza, Países Bajos, Bélgica, España, Francia e Italia), haciéndose apreciar como tenor apropiado a los roles heroicos verdianos; en efecto estas dos óperas las ha cantado muchas veces.
Es ciudadano italiano y reside en Milán (Italia); en este país ha debutado con otros títulos importantes como "Cavalleria Rusticana" (Mascagni), "I Pagliacci" (Leoncavallo), "Andrea Chénier" (Giordano), "Tosca", "Madama Butterfly", Turandot", "Il Tabarro" (Puccini), "Carmen" (Bizet), "Norma" (Bellini), "La forza del destino" y "Otello" (G. Verdi). Después de diversos años de ausencia de su país de origen, Venezuela, es llamado nuevamente al Teatro Teresa Carreño (donde había comenzado su carrera) para interpretar a "Radames" en la producción de "Aida" (junto a las sopranos Maria Dragoni y Christine Weidinger), dirigido musicalmente por el Maestro Pablo Castellanos. La actividad conciertística la desarrolla en grandes salas europeas: Filarmónico de Berlín, Sala de Conciertos de Bremen, Conservatorio G. Verdi y Teatro dal Verme, Conservatorio de Bolzano y muchos otros.